# Лонкар, Танви Ганеш
Танви Ганеш Лонкар (маратхи तन्वी गणेश लोणकर, англ. Tanvi Ganesh Lonkar; род. 5 марта 1995, Мумбаи, Индия) — индийская актриса и художница, наиболее известная благодаря своей дебютной работе в фильме «Миллионер из трущоб».

## Биография
Танви Ганеш родилась в 1995 году в Мумбаи в семье Ганеша и Шармилы Лонкаров. У неё есть младшая сестра Джанхави. Она свободно говорит на маратхи, хинди и английском. В 2008 году 12-летняя Танви была утверждена на роль девушки Латики, похищенной для продажи в сексуальное рабство, в фильме «Миллионер из трущоб». Латику в детстве воплотила актриса Рубина Али, во взрослом возрасте — Фрида Пинто. Картина получила всемирную известность и была удостоена множества наград, в том числе премии «Оскар» за лучший фильм. Танви также посетила церемонию награждения. Однако она подверглась травле в школе после выхода «Миллионера из трущоб», её называли «проституткой». По её словам, в подростковом возрасте она злилась на родителей, что они позволили ей сыграть в этом фильме. Впоследствии она снялась в ещё нескольких менее известных фильмах.
Лонкар изучала психологию в Georgia College & State University в Милледжвилле, штат Джорджия, США. По словам Лонкар, именно исполнение персонажа Латики вдохновило её на изучение психологии и борьбу за права женщин. В колледже она также занялась живописью. Среди её работ — серия картин «Женщины мира» (англ. Women of the World), которую девушка выкладывала в Instagram и на Facebook. Её работы были представлены на нескольких выставках.

## Фильмография
| Год  |   | Русское название    | Оригинальное название | Роль                           |
| ---- | - | ------------------- | --------------------- | ------------------------------ |
| 2008 | ф | Миллионер из трущоб | Slumdog Millionaire   | Латика в подростковом возрасте |
| 2013 | ф |                     | Teenage               | Рози                           |
| 2016 | ф |                     | Vidayutham            | Devathai                       |

## Награды и номинации
| Год  | Награда                        | Категория                                                             | Результат |
| ---- | ------------------------------ | --------------------------------------------------------------------- | --------- |
| 2009 | Премия Гильдии киноактёров США | Лучший актёрский состав в игровом кино за фильм «Миллионер из трущоб» | Победа    |
| 2009 | Молодой актёр                  | Лучший актёрский состав за фильм «Миллионер из трущоб»                | Победа    |